# Asteromyia clarkei
Asteromyia clarkei är en tvåvingeart som först beskrevs av Ephraim Porter Felt 1909.  Asteromyia clarkei ingår i släktet Asteromyia och familjen gallmyggor. Inga underarter finns listade i Catalogue of Life.